# Hong Soon-hak
Hong Soon-hak (홍순학?, 洪淳學?; 19 settembre 1980) è un ex calciatore sudcoreano, di ruolo centrocampista.